# José Antonio de Armona
José Antonio de Armona y Murga (Respaldiza, Ayala, Álava, 26 de abril de 1726 - Madrid, 23 de mayo de 1792) fue un funcionario, escritor e historiador español del siglo XVIII.

## Biografía
De familia hidalga, de niño su familia se trasladó desde la Tierra de Ayala a Orduña, en cuya aduana el padre ocupaba un cargo. Estudió con los jesuitas hasta que marchó a Sevilla con su hermano mayor, que trabajaba en Hacienda. Otro de sus tres hermanos, Matías, hizo una brillante carrera militar. Durante el reinado de Fernando VI ocupó el cargo de Contador de Cuentas del Almojarifazgo en Huelva y en este puesto le sorprendió el famoso terremoto de 1755, del cual informó a las autoridades de Madrid. En 1763 marchó a Trujillo para revisar las cuentas y reordenar la recaudación de rentas reales. Parte de su carrera administrativa se desarrolló en América: en 1764 marchó a La Habana para sanear la hacienda cubana y reorganizar el sistema de correos; allí pasó doce años. Habiéndose ganado fama de eficiente, al regresar a España en 1776 fue unos pocos meses Intendente de Galicia y finalmente el rey Carlos III lo nombró corregidor de Madrid (1777-1792), cargo que tenía aparejados los de Intendente de los Reales Ejércitos y de la Provincia de Madrid, Superintendente General de la Guardia de Sisas de Madrid, Intendente de la Regalía de Aposento y Juez Protector del Teatro. En este puesto estuvo el periodo de tiempo más largo entre los de su oficio de toda la Edad Moderna y se mostró tan incorruptible que, pese a ser uno de los funcionarios mejor pagados de Madrid, tuvo que sufrir penurias económicas. 
Patrocinó el Observatorio astronómico, el Jardín Botánico, la Academia de la Historia y la canalización del río Manzanares. Gestionó las obras del Salón del Prado con las fuentes de Cibeles, Apolo y Neptuno y la Puerta de Alcalá y mejoró el sistema de alcantarillado y la higiene urbana con diversas medidas y reglamentos. Apasionado de las diversiones populares como los toros, los bailes y el teatro, protegió a actores y danzantes, creó compañías, organizó actos y festejos y, en fin, se convirtió en una figura muy popular, también por su capacidad de gestión de los pósitos municipales, que impidió el hambre de las clases humildes tras una sucesión de malas cosechas a fines de siglo a costa de su enfrentamiento con panaderos y terratenientes. Mejoró la mendicidad reglamentando que los pobres de otras provincias volviesen a sus lugares originarios y que los que no quisiesen trabajar ingresasen en el ejército. Mejoró los teatros del Príncipe (actual Teatro Español) y de la Cruz y ordenó rehabilitar el Coliseo de los Caños del Peral, antecesor del actual Teatro Real. Se conserva un retrato suyo realizado por Antonio Carnicero. El Ayuntamiento de Madrid puso su nombre a una calle que une el Paseo de Santa María de la Cabeza con la Ronda de Valencia.
Reunió una gran biblioteca de la que queda su Índice general y dejó al morir numerosas obras manuscritas y un caudaloso epistolario. Entre otras obras, Prohemio histórico de la M. N. Tierra de Ayala (1788); Navegaciones antiguas y modernas a la Mar del Sur y otras partes del Globo, sobre viajes americanos que realizó en la época de estancia en Cuba (1772); Noticias de Madrid; Noticia del terremoto del 1.º de noviembre de 1755 y una historia del teatro, Memorias cronológicas sobre el origen de la representación de comedias de España. Año de 1785, así como unas Apuntaciones históricas y geográficas de la antigüedad, nombre y privilegios de la Ciudad de Orduña redactadas en 1789. También reunió los datos de una Relación de los Corregidores de Madrid desde 1219 hasta su época, posteriormente corregida y ampliada por Ramón de Mesonero Romanos, así como unas autobiográficas Noticias privadas de casa útiles para mis hijos con datos muy interesantes sobre la sociedad y la administración del siglo XVIII. Compuesta en 1787, de ella se conservan diversos manuscritos que sirvieron a su primera edición completa en 2012 por Joaquín Álvarez Barrientos, José María Imízcoz y Yolanda Aranburuzabala.

## Obras
- Memorias cronológicas sobre el teatro en España (1785), edición y estudio de Emilio Palacios Fernández, J. Álvarez Barrientos y M. C. Sánchez García, Vitoria, Diputación Foral de Álava, 1988.
- Noticias privadas de casa útiles para mis hijos (1787), Madrid, Artes Gráficas Municipales, 1989. Hay edición crítica de Joaquín Álvarez Barrientos, José María Imízcoz y Yolanda Aranburuzabala (2012).
- Prohemio histórico de la M. N. Tierra de Ayala (1788).
- Navegaciones antiguas y modernas a la Mar del Sur y otras partes del Globo, sobre viajes americanos que realizó en la época de estancia en Cuba (1772).
- Noticias de Madrid.
- Noticia del terremoto del 1.º de noviembre de 1755
- Apuntaciones históricas y geográficas de la antigüedad, nombre y privilegios de la Ciudad de Orduña (1789).
- Relación de los Corregidores de Madrid desde 1219 .